# Zbigniew Rajchel (funkcjonariusz)
Zbigniew Rajchel (ur. 7 czerwca 1928 w Zagórzu, zm. 29 października 1997) – polski funkcjonariusz Urzędu Bezpieczeństwa Publicznego, Służby Bezpieczeństwa i Milicji Obywatelskiej w stopniu pułkownika.

## Życiorys
Urodził się 7 czerwca 1928 w Zagórzu jako syn Michała i Kazimiery z domu Szal. U kresu II wojny światowej w 1945 wstąpił do Urzędu Bezpieczeństwa Publicznego. Służył w Wojewódzkim Urzędzie Bezpieczeństwa Publicznego w Rzeszowie: od 26 marca 1945 jako goniec w Wydziale Personalnym, od 28 maja 1945 jako pracownik kartoteki w Wydziale Personalnym, następnie jako pracownik operacyjny bezpieczeństwa kolei od 13 września 1945, później był referentem kolejno w Sekcji II Wydziału I od 3 października 1945, Sekcji II Wydziału III od 1 marca 1946, Sekcji I Wydziału III od 1 listopada 1947. Jako oficer operacyjny działał w ramach zwalczania polskiego podziemia niepodległościowego na Podkarpaciu, w tym partyzantów z Samodzielnego Batalionu Operacyjnego NSZ „Zuch” pod dowództwem Antoniego Żubryda (m.in. brał udział w aresztowaniu ppor. Mieczysława Kocyłowskiego w 1946). Po skierowaniu do 32 Budziszyńskiego pułku piechoty Ludowego Wojska Polskiego funkcjonował w ramach rozpracowywania operacyjnego działań Ukraińskiej Powstańczej Armią i Organizacji Ukraińskich Nacjonalistów na przełomie 1946/1947 (działał w szeregach tzw. „oddziału pozorowanego” szerzej znanego jako „czota Czumaka” w maju 1947, zainicjowanego przez ukraińskiego agenta UBP, Jarosława Hamiwkę, którego nieudanym zadaniem była próba likwidacji Jarosława Starucha „Stiaha”). Od 1947 do 1952 był zaangażowany w zwalczanie działaczy Zrzeszenia „Wolność i Niezawisłość”.
Został absolwentem V kursu przy WUBP w Rzeszowie w 1947. Został oddelegowany do Szkoły Oficerskiej w Centrum Wyszkolenia Ministerstwa Bezpieczeństwa Publicznego w Legionowie od 5 lutego 1948. W 1949 powrócił do służby w WUBP w Rzeszowie. Od 27 kwietnia 1949 był starszym referentem w Sekcji II Wydziału III, następnie pełnił funkcję kierownika Sekcji II Wydziału III od 1 stycznia 1950 oraz kierownika Sekcji III Wydziału III od 1 sierpnia 1950. Następnie od 15 kwietnia 1952 sprawował stanowisko szefa Powiatowym Urzędzie Bezpieczeństwa Publicznego w Gorlicach. Po powrocie do Rzeszowa był szefem Obiektu nr 7 WUBP od 1 marca 1953 oraz kierownikiem Delegatury nr 9 przy Hucie Stalowa Wola Wojewódzkiego Urzędu ds. Bezpieczeństwa Publicznego od 1 kwietnia 1955.
Po przejściu do służby w Milicji Obywatelskiej pracował w Komendzie Wojewódzkiej MO w Rzeszowie: jako starszy oficer operacyjny Sekcji II Wydziału II (Kontrwywiadu) od 1 lutego 1957, następnie w tym samym charakterze w Wydziale II od 1 maja 1957, następnie jako zastępca naczelnika Wydziału II od 15 sierpnia 1957. Od września do grudnia 1965 odbywał kurs doskonalenia kadr kierowniczych przy Departamencie Kadr i Szkolenia Ministerstw Spraw Wewnętrznych w Warszawie. W kolejnych latach pracował w rzeszowskiej KW MP jako naczelnik Wydziału II od 1 października 1979 do 15 października 1986, po czym odszedł na emeryturę dosługując pułkownika. Był także oficerem Służby Bezpieczeństwa.
Równolegle ze służbą funkcjonariusza UBP i MO działał w aparacie partyjnym w Polskiej Rzeczypospolitej Ludowej. Pomiędzy 1944 i 1949 należał do Związku Młodzieży Wiejskiej oraz Związku Młodzieży Socjalistycznej. Był członkiem Polskiej Partii Robotniczej od 19 stycznia 1945 do 15 grudnia 1948, następnie należał do Polskiej Zjednoczonej Partii Robotniczej od 15 grudnia 1948. W ramach aktywności partyjnej był członkiem Komitetu Zakładowego PZPR w WUBP w Rzeszowie od 1951 do 1952, członkiem Egzekutywy Komitetu Powiatowego PZPR w Gorlicach od 1952 do 1953, członkiem Egzekutywy Komitetu Zakładowego PZPR Kombinatu Przemysłowego Huta Stalowa Wola od 1953 do 1956, członkiem Egzekutywy Komitetu Miejskiego PZPR w Stalowej Woli od 1954 do 1956, członkiem KZ PZPR KW MO w Rzeszowie w 1973, instruktorem Wydziału Administracji i hospitantem WOPP PZPR w Rzeszowie, lektorem w Komitecie Wojewódzkim PZPR w Rzeszowie.
Zmarł 29 października 1997.

## Odznaczenia
- Krzyż Oficerski Orderu Odrodzenia Polski
- Krzyż Kawalerski Orderu Odrodzenia Polski
- Brązowy Medal Zasłużonym na Polu Chwały (1946)[1]
- Wpis do „Księgi zasłużonych dla województwa rzeszowskiego” (1984)[2]